# Orquestra Sinfónica de Navarra Pablo Sarasate
A Orquestra Sinfónica de Navarra Pablo Sarasate (OSN) é uma orquestra sinfónica espanhola sediada em Pamplona, a capital da Comunidade Foral de Navarra. Atualmente (2011), o seu diretor artístico é o maestro Ernest Martínez-Izquierdo e o principal maestro convidado é Antoni Wit.
A orquestra foi fundada pelo violinista e compositor pamplonês Pablo Sarasate (1844-1908) em 1879, o que faz dela o conjunto orquestral em atividade mais antigo de Espanha. Um dos maestros da orquestra foi o compositor francês Camille Saint-Saëns. Nos últimos anos a instituição passou por profundas transformações, tanto em termos de orçamento como em número de músicos, o que lhe permite ter atualmente um vasto reportório, colaborar frequentemente com solistas e maestro de renome mundial e por isso estar entre as melhores orquestras espanholas e ser assiduamente convidada para slas de concerto e festivais tanto em Espanha como no estrangeiro.
A fundação que administra a orquestra é formada pelo Governo de Navarra, pelo Ayuntamiento de Pamplona e pela Sociedade de Concertos Santa Cecilia.